# Claus von Below-Saleske

Claus von Below-Salske

Konrad Alexander Konrad Claus (Klaus) von Below-Saleske (* 8. April 1866 in Saleske, Pommern; † 14. August 1939 in Berlin) war ein deutscher Diplomat.

## Leben
Claus von Below-Saleske, dritter Sohn von Nikolaus von Below und Sophie Freiin Varnbüler von und zu Hemmingen, studierte an der Universität Göttingen Rechtswissenschaften. 1885 wurde er Mitglied des Corps Saxonia Göttingen. Nach dem Referendariat trat er 1891 als Attaché in den Auswärtigen Dienst ein. Nach ersten Verwendungen 1892 an der Gesandtschaft in Brüssel und 1893 in London war er von 1894 bis 1896 beim Generalkonsulat in Kairo und anschließend bei der Botschaft in Konstantinopel als Legationssekretär tätig. 1898 war er an der Botschaft in Madrid und 1899 an der Gesandtschaft in Stockholm eingesetzt. Zur Zeit des Boxeraufstandes war er Legationsrat und Geschäftsträger in Peking, anschließend in Wien, Lissabon, Athen und Konstantinopel. 1908 wurde er zum Generalkonsul in Kalkutta ernannt.
Als Nachfolger von Konrad Gisbert Wilhelm Freiherr von Romberg wurde von Below-Saleske 1910 Gesandter in Bulgarien und wirkte dort bis zu seiner Ablösung durch Gustav Michahelles 1912. In seine dortige Zeit fielen der Erste Balkankrieg, bei denen die deutsche Regierung Ende Januar 1913 versuchte, mäßigend auf Bulgarien einzuwirken, wobei dieses Entgegenkommen von Bulgarien Anfang Februar 1913 jedoch strikt abgelehnt wurde.
1913 wurde von Below-Saleske als Nachfolger von Hans von Flotow Gesandter in Belgien und war dort bis zum Ausbruch des Ersten Weltkrieges 1914 tätig.
Am 2. August 1914 überreichte er dem Außenministerium Belgiens eine diplomatische Note, in der das Deutsche Kaiserreich die Ansicht vertrat, dass Frankreich über belgisches Gebiet „gegen Deutschland vorzugehen“ beabsichtige. Aus diesem Grund übermittelte er am 2. August 1914 auch eine Anfrage des Chefs des Großen Generalstabes, Generaloberst Helmuth Johannes Ludwig von Moltke, ob Deutschland bei Eintritt eines „bevorstehenden Krieges gegen Frankreich und Russland“ einen freien Durchgang durch Belgien erhalten würde.
Am Ersten Weltkrieg nahm er seit Anfang 1915 als Verwendungsdelegierter in Tilsit und Libau und von Herbst 1917 bis Kriegsende als Etappendelegierter in Bukarest teil.
Nach dem Krieg wurde er zum Leiter der Hofstaats- und Vermögensverwaltung des Prinzen Friedrich Heinrich von Preußen bestellt.